# RusVelo/2015
Deze pagina geeft een overzicht van de Team RusVelo-wielerploeg in 2015.

## Algemene gegevens
Algemeen manager: Renat Khamidulin
Ploegleiders: Aleksej Markov, Aleksandr Jefimkin, Serhij Hontsjar, Fabrizio Tacchino, Roberto Vigni
Fietsmerk: Colnago

## Transfers
| Inkomend               | Team 2014           | Uitgaand           | Team 2015       |
| ---------------------- | ------------------- | ------------------ | --------------- |
| Petr Ignatenko         | Katjoesja           | Sergej Lagoetin    | Katjoesja       |
| Ildar Arslanov         | Itera-Katjoesja     | Ilnoer Zakarin     | Katjoesja       |
| Mamyr Stasj            | Itera-Katjoesja     | Sergej Pomosjnikov | Itera-Katjoesja |
| Aleksandr Jevtoesjenko | Russian Helicopters | Gennadi Tatarinov  | Onbekend        |
| Artjom Nytsj           | Russian Helicopters | Leonid Krasnov     | Onbekend        |
| Roman Koestadintsjev   | Russian Helicopters | Timofej Kritski    | Onbekend        |
| Aleksandr Komin        | Russian Helicopters | Sergey Klimov      | Onbekend        |
| Aleksandr Foliforov    | Itera-Katjoesja     |                    |                 |
| Aleksandr Rybakov      | Katjoesja           |                    |                 |

## Renners
| Naam                   | Geboortedatum | Nationaliteit | Ploeg 2014          |
| ---------------------- | ------------- | ------------- | ------------------- |
| Ildar Arslanov         | 06-04-1994    | Rusland       | Itera-Katjoesja     |
| Ivan Balykin           | 26-11-1990    | Rusland       |                     |
| Igor Bojev             | 22-11-1989    | Rusland       |                     |
| Artoer Jersjov         | 07-03-1990    | Rusland       |                     |
| Aleksandr Jevtoesjenko | 30-06-1993    | Rusland       | Russian Helicopters |
| Sergej Firsanov        | 03-07-1982    | Rusland       |                     |
| Aleksandr Foliforov    | 08-03-1992    | Rusland       | Itera-Katjoesja     |
| Petr Ignatenko         | 27-09-1987    | Rusland       | Katjoesja           |
| Aleksandr Komin        | 12-04-1995    | Rusland       | Russian Helicopters |
| Roman Koestadintsjev   | 03-08-1995    | Rusland       | Russian Helicopters |
| Roman Majkin           | 14-08-1990    | Rusland       |                     |
| Artjom Nytsj           | 21-03-1995    | Rusland       | Russian Helicopters |
| Artjom Ovetsjkin       | 11-07-1986    | Rusland       |                     |
| Kirill Pozdnjakov      | 20-01-1989    | Rusland       |                     |
| Aleksandr Rybakov      | 17-05-1988    | Rusland       | Katjoesja           |
| Aleksandr Serov        | 07-05-1988    | Rusland       |                     |
| Andrej Solomennikov    | 10-06-1987    | Rusland       |                     |
| Mamyr Stasj            | 04-05-1993    | Rusland       | Itera-Katjoesja     |

## Overwinningen
Grote Prijs van Sotsji Mayor
Winnaar: Sergej Firsanov
Grote Prijs van Sotsji
4e etappe (ITT): Aleksandr Foliforov
Eindklassement: Aleksandr Foliforov
Krasnodar-Anapa
Winnaar: Andrej Solomennikov
Ronde van Kuban
3e etappe: Roman Majkin
Maykop-Ulyap-Maykop
Winnaar: Ivan Balykin
Grote Prijs van Adygea
2e etappe: Sergej Firsanov
Eindklassement: Sergej Firsanov
Ronde van Azerbeidzjan
5e etappe: Sergej Firsanov
Ronde van Servië
1e etappe: Ivan Savitski
2e etappe: Ivan Savitski
4e etappe: Ivan Savitski
Eindklassement: Ivan Savitski
Ronde van Slovenië
1e etappe: Artjom Ovetsjkin
Nationale kampioenschappen wielrennen
Rusland - tijdrit: Artjom Ovetsjkin
Ronde van het Qinghaimeer
4e etappe: Ivan Savitski
2012 · 2013 · 2014 · 2015 · 2016 · 2022